# 豊橋市立牛川小学校
豊橋市立牛川小学校（とよはししりつ うしかわしょうがっこう）は、愛知県豊橋市牛川町にある公立小学校。

## 校区
- 牛川町の一部、南牛川1丁目の一部、南牛川2丁目の一部、牛川通1-4丁目、牛川通5丁目の一部、牛川薬師町などが校区であり、公立中学校の進学先は豊橋市立青陵中学校である。

## 沿革
- 1873年（明治6年）10月 - 第二大学区第九中学区四十二番小学牛川学校として開校。正太寺を仮校舎とする。牛川村、若宮村、浪之上村、忠興新田、田中新田、中沢新田、小鷹野新田、暮川村、多米村、赤岩村の児童が通学する。
- 1874年（明治7年）1月 - 多米村に牛川学校出張所多米学校を設置する。
- 1877年（明治10年）9月 - 牛川学校出張所多米学校が八名郡第八五番小学多米学校として分立する。
- 1878年（明治11年） - 牛川村、浪之上村、若宮村、小鷹野新田、野川新田、忠興新田、田中新田、中沢新田が合併し、牛川村となる。
- 1881年（明治14年） - 現在地に校舎を新築し、移転する。
- 1887年（明治20年） - 尋常小学牛川学校に改称する。
- 1889年（明治22年）10月1日 - 町村制により、八名郡牛川村が発足。校区は牛川村のみとなる。
- 1892年（明治25年） - 牛川村立牛川尋常小学校に改称する。
- 1906年（明治39年）7月1日 - 牛川村と下条村合併し、下川村が発足。
- 1907年（明治40年） - 下川村立牛川尋常小学校に改称する。
- 1932年（昭和7年）9月1日 - 下川村が豊橋市に編入される。同時に豊橋市立牛川尋常小学校に改称する。
- 1941年（昭和16年）4月1日 - 牛川国民学校に改称する。
- 1947年（昭和22年）4月1日 - 豊橋市立牛川小学校に改称する。豊橋市立北部第二中学校が開校し、牛川小学校校舎の一部を仮校舎とする。
- 1948年（昭和23年）9月 - 豊橋市立北部第二中学校と豊橋市立東部中学校を統合し、豊橋市立青陵中学校となり、旧・愛知県立豊橋第二中学校跡地に移転する。
- 1978年（昭和53年）4月 - 豊橋市立鷹丘小学校を分離する。
- 1992年（平成4年） - 新校舎（鉄筋コンクリート造）が完成する。
- 1995年（平成7年） - 校舎を増築する。

## 交通アクセス
- 豊鉄バス豊橋和田辻線、牛川金田線「牛川」バス停より徒歩約3分。

豊橋駅より、豊橋和田辻線【70・71系統】「和田辻東」行、【72・73系統】「嵩山」行、【74・75系統】「四ツ谷」行。牛川金田線【50系統】「金田住宅前」行。
- 豊橋鉄道豊鉄市内線東田坂上停留場下車、徒歩約25分。

## 周辺施設
- 豊橋創造大学
- 豊橋市立豊橋高等学校
- 豊橋市立青陵中学校
- 桜丘中学校・桜丘高等学校
- 豊橋市立鷹丘小学校
- 豊橋市立東田小学校
- 牛川遊歩公園
- 三菱ケミカル豊橋事業所